# Alexearlita
L'alexearlita és un mineral de la classe dels sulfats. Rep el nom en honor de Jayson Alexander (Alex) Earl (1997–2023), mineralogista, col·leccionista de minerals i fotògraf especialitzat en microminerals, qui va ajudar a recollir el material tipus a la mina Lucky Boy (Estats Units).

## Característiques
L'alexearlita és un molibdat de fórmula química Hg₃(MoO₄)S₂. Va ser aprovada com a espècie vàlida per l'Associació Mineralògica Internacional en el mes de setembre de l'any 2024, i encara resta pendent de publicació. Cristal·litza en el sistema ortoròmbic. Segons la classificació de Nickel-Strunz pertany a «07.GB - Molibdats, wolframats i niobats, amb anions addicionals i/o H₂O».
Les mostres que van servir per a determinar l'espècie, el que es coneix com a material tipus, es troben conservades a les col·leccions del Museu Carnegie d'Història Natural de Pittsburgh (Estats Units), amb els número de catàleg: cm34754 i cm34755.

## Formació i jaciments
Va ser descrita a partir de les mostres recollides a dues mines estatunidenques: la mina McDermitt, que es troba al comtat de Humboldt (Nevada), i la mina Lucky Boy, al comtat de Piute (Utah). Aquests dos indrets són els únics de tot el planeta on ha estat descrita aquesta espècie mineral.